# 抱川飛行場
抱川飛行場（ポチョンひこうじょう、朝鮮語: 포천비행장）は、京畿道抱川市にある大韓民国陸軍所属の飛行場である。
抱川市は首都圏東部と北部で唯一の地形的に空港の開設が可能な地域であり、議政府市、楊州市、東豆川市、鉄原郡地域の人口を合わせると200万人が超えるが、南北分断と軍事対立の影響により空港開設が困難な状態である。休戦ラインから南10kmまでの民間飛行禁止区域に指定されており、陸軍部隊が駐留中のためである。